# مدرسه علوی

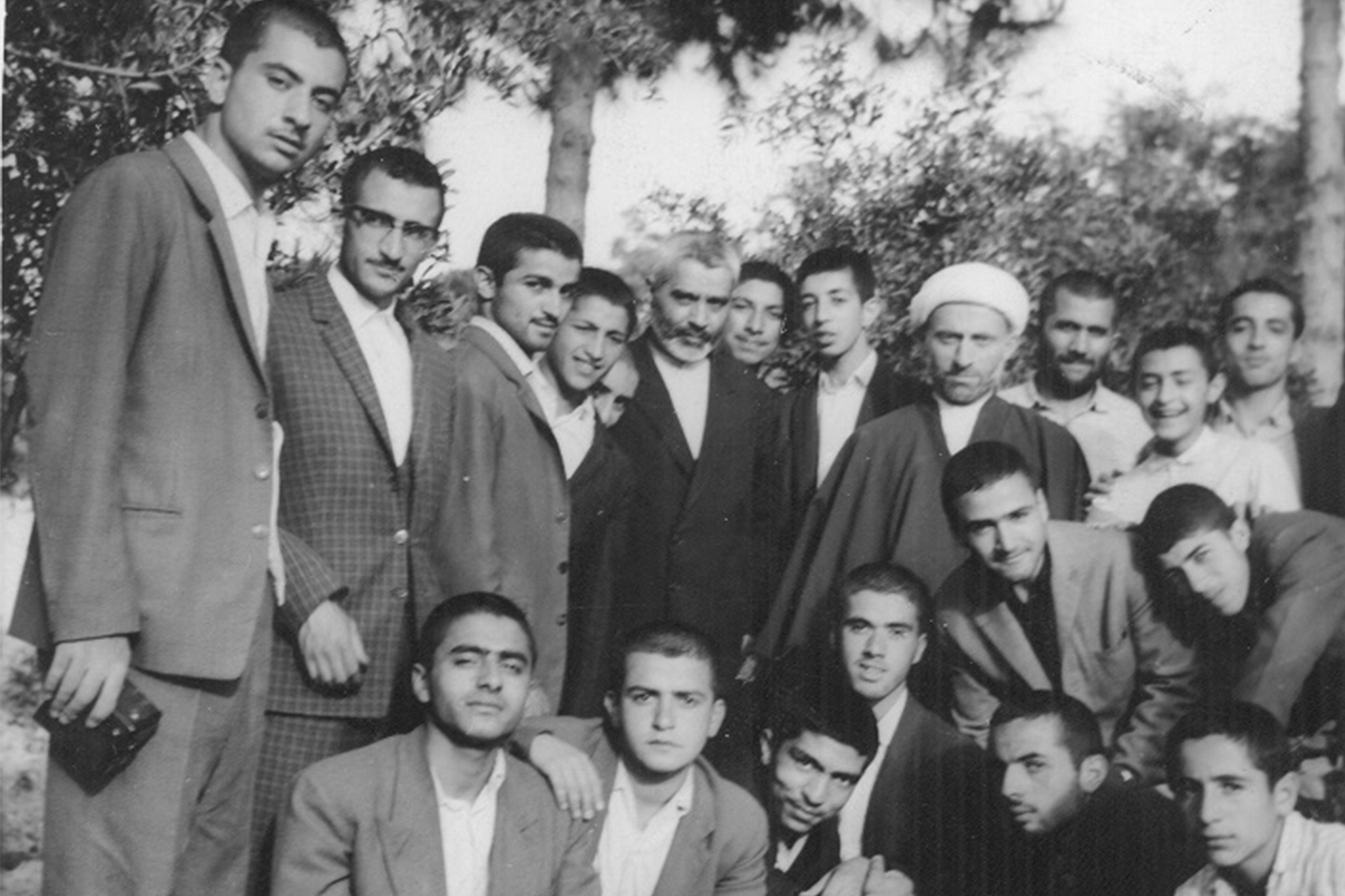
علامه کرباسچیان و رضا روزبه در کنار دانش‌آموزان دبیرستان علوی، ۱۳۴۱

مدرسه علوی یا مؤسسه فرهنگی علوی، از مدارس مذهبی تهران است، که در سال ۱۳۳۵ توسط علی اصغر کرباسچیان، با مشارکت هادی مقدس تهرانی و رضا روزبه و همچنین با حمایت جمعی از روحانیون حوزه علمیه قم و پشتیبانی مالی گروهی از کسبه بازار تهران تأسیس شد.
مدرسه علوی از چهار بخش اصلی شامل؛ دبستان علوی شماره یک و دو، دبیرستان علوی دوره اول (نیک‌پرور) و دوره دوم، تشکیل شده‌است.

## تاریخچه
در سال ۱۳۳۴ علی اصغر کرباسچیان (معروف به علامه کرباسچیان) پس از طی تحصیلات حوزوی و رسیدن به درجه اجتهاد، به تهران نقل مکان کرد و با همکاری هادی مقدس تهرانی، مقدمات تأسیس این مدرسه را فراهم نمود. وی به‌طور اتفاقی با رضا روزبه (که از قبل با او آشنا بود) در تهران برخورد کرد. به این دلیل که طبق ضوابط آن روزها، مدیریت مدرسه را فردی می توانست به عهده داشته باشد که از تحصیلات دانشگاهی برخوردار باشد؛ او را به مدیریت مدرسه برگزید. سرانجام در مهرماه ۱۳۳۵ مدرسه علوی به عنوان مدرسه‌ای شیعی، با عنوانی برگرفته از نام علی بن ابی طالب (امام اول شیعیان) در مقطع دبیرستان، آغاز به کار کرد. سال نخست، تنها یک کلاس تحصیلی با ۱۵ نفر دانش‌آموز بود. سال‌های بعد دانش‌آموزان جدید نیز در این دبیرستان ثبت نام شدند. در سال ۱۳۴۰ دبستان علوی شماره یک (با مدیریت عباس رحیمیان)، دبستان علوی شماره دو (با مدیریت جعفر خرازی) و مدرسه راهنمایی علوی (نیک پرور) راه‌اندازی شدند.
مؤسسه فرهنگی علوی توسط علی اصغر کرباسچیان؛ به‌نمایندگی از حوزه علمیه قم، سید حسین بروجردی؛ به‌نمایندگی از سوی جامعه روحانیون تهران، هادی مقدس تهرانی؛ واعظ سرشناس و معتمد جامعه مذهبی تهران به عنوان رابط امکانات مالی با بازار و کسبه و رضا روزبه؛ به‌نمایندگی قشر تحصیل‌کرده و آشنا با نظام آموزش و پرورش نوین ایران، شکل گرفت.

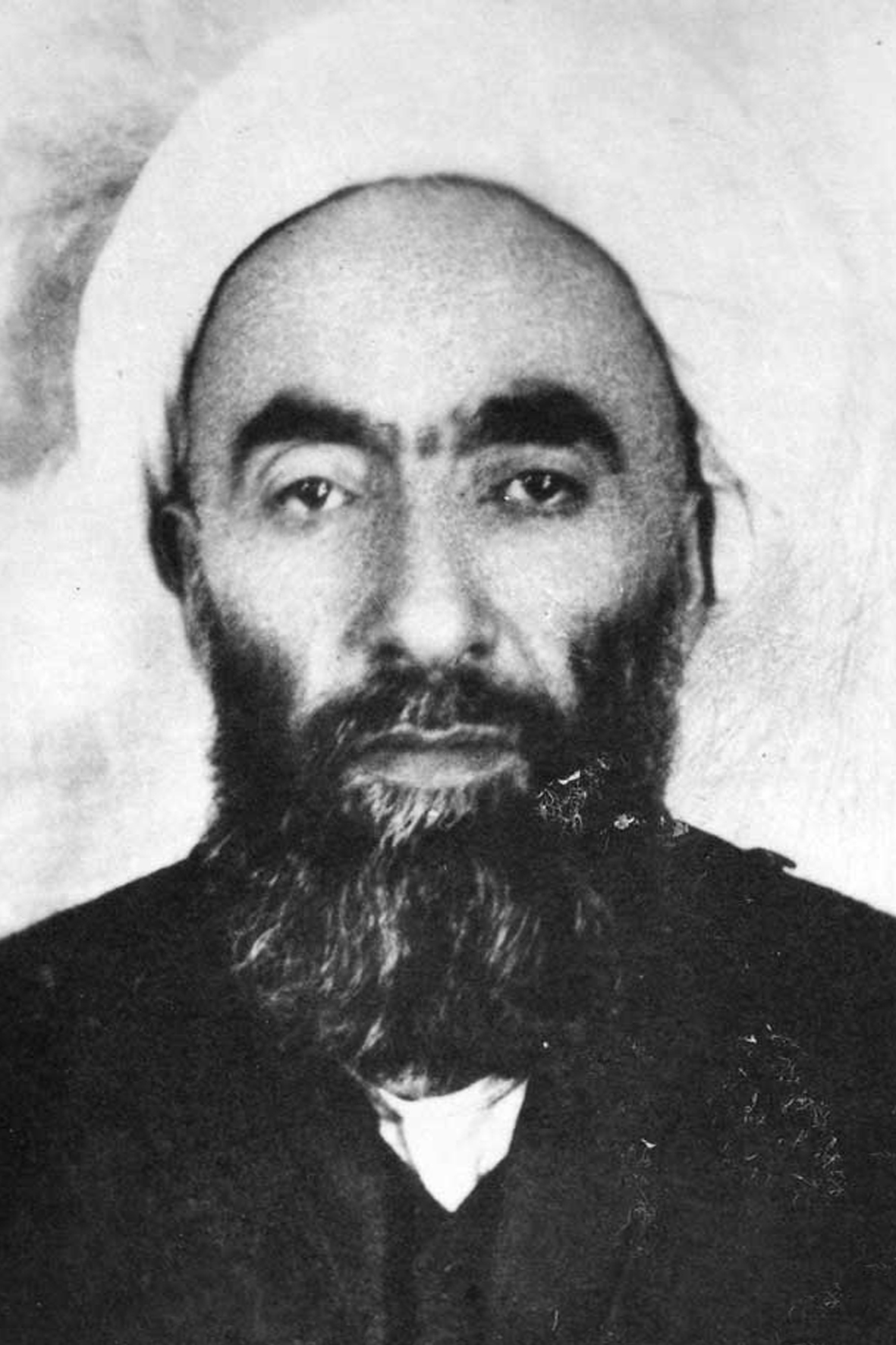
حاج هادی مقدس تهرانی

کمال خرازی در سخنرانی خود در بزرگداشت پنجاهمین سال تأسیس مدرسه علوی، این‌گونه می‌گوید:
سال ۱۳۳۴ روزی پدرم گفت امشب میهمان داریم. عده ای در منزل ما جمع می‌شوند تا در مورد تأسیس یک باب دبیرستان صحبت کنند. شب فرارسید و مهمانان سر رسیدند. شیخی به نام علامه به همراه مهندس مهدی بازرگان، حاج محمد حسین کاشانی و عده ای دیگر از خیرین و اهالی بازار جمع شدند و به بحث پرداختند. دربارهٔ ابعاد مختلف کار و نحوه شروع آن به توافق نرسیدند و بعدها هر کدام راه خود را رفتند. آقای علامه اعتقاد به مدرسه ای داشت که از دل حوزه علمیه برخاسته باشد و دروس جدید و قدیم را با هم درآمیزد. روزی آقای علامه در مغازه پدرم با حاج مقدس تهرانی برخورد می‌کند و او را همراه می‌یابد. مرحوم حاج مقدس به رغم اینکه امام راتب مسجد بزازها بود، آن روز به نماز نمی‌رود و همفکری و تصمیم‌گیری دربارهٔ تعلیم و تربیت بچه‌های مسلمان را بر فیض نماز اول وقت ترجیح می‌دهد. آن‌ها در این ملاقات به تصمیم تاریخی می‌رسند و به این ترتیب قرار تأسیس مدرسه علوی گذاشته می‌شود.

### اهداف و رویکرد
علی اصغر کرباسچیان در وصیت‌نامه خود این‌گونه می‌نویسد:
بعضی از افراد متدین در سال ۱۳۳۴ با هدف انسان‌سازی، به تأسیس مدرسه علوی اقدام کردند و هدفشان این بود که مدرسه در کنار آموزش دین و اخلاق، از سطح علمی بالایی برخوردار باشند و بهترین استادان در هر رشته دعوت شوند؛ بنابراین هدف مدرسه علوی تنها تربیت دکتر و مهندس نبود، بلکه تربیت انسان‌هایی با معنویت و اخلاق بود، که با علوم روز آشنا باشند و با علم و تخصص خود به جامعه خدمت کنند.

### موقعیت زمانی
مدرسه علوی زمانی تأسیس شد که در جامعه ایران و به‌طور مشخص در شهر تهران، دوگانگی مشهودی میان جوامع دینی و علمی وجود داشت. اغلب مردم متدین، روحانیون و حوزه‌های علمیه، تنها به تحصیل معارف دینی می‌پرداختند و با دانش روز، بیگانه بودند. در دانشگاه‌ها نیز فضای دینداری سرکوب می‌شد و اغلب اساتید دانشگاه، لازمه روح علمی را گریز از دین می‌پنداشتند. از سوی دیگر حوزه‌های علمیه، دروس دینی را به همان سبک سنتی آموزش می‌دادند و کلیه مفاهیم را در علوم دینی خلاصه می‌کردند و بهره‌ای از دانش جدید نداشتند و اگر کسی از حوزه‌های علمیه نیز وارد دانشگاه می‌شد، این اتهام بر او وارد می‌آمد که حوزه را ترک کرده و به تجدد گراییده‌است. چهره‌هایی همچون سید محمد بهشتی و مرتضی مطهری (که در آن زمان، به دانشگاه راه یافتند) مدت‌ها مورد بی‌مهری حوزه‌های علمیه قرار داشتند.

## فعالیت مدرسه

### پیش‌گیری در تربیت
علی اصغر کرباسچیان مؤسس مدرسه علوی، تربیت را یک فرایند پیشگیرانه می‌دانست. وی معتقد بود چشاندن طعم جاذبه‌های انحرافی، با تربیت در تضاد است. به همین دلیل دانش آموزان این مدرسه تا حد امکان از لذت‌های انحرافی، در زمینه‌های مختلف منع می‌شدند، تا از هر نوع مفسده اجتماعی دور بمانند، که آدابی چون؛ پوشیدن لباس‌های مناسب، کوتاه نگه داشتن موی سر، آگاهی‌بخشی نسبت به دوست‌یابی و غیره نیز در راستای این امور، اجرا می‌شد.

### سال‌های نخست
مدرسه علوی در سال‌های نخست فعالیت خود با امکانات ناچیزی اداره می‌شد، ولی با اضافه شدن معلمان تحصیل‌کرده، کمک بازاریان از لحاظ مالی و تدارکاتی، قوت گرفت. در آن سال‌ها جو جامعه از نظر سیاسی ملتهب بود و رخ دادن حادثه مهمی همچون پانزدهم خرداد ۱۳۴۲ باعث شده بود که ساواک نیروهای مذهبی را بیشتر تحت نظر داشته باشد. فشارهای ساواک، همچنین تجربه تعطیلی مدارسی همچون رفاه و کمال، به علت داشتن فعالیت‌های سیاسی، باعث شد مدرسه علوی بمنظور جلوگیری از تعطیلی، از فعالیت و جهت‌گیری سیاسی دوری ورزد.
اکبر خواجه پیری در سخنرانی خود در بزرگداشت پنجاهمین سال تأسیس مدرسه علوی، این‌گونه می‌گوید:
سال ۱۳۴۲ آقای روزبه در دفتر دبیرستان ایستاده بودند، آقای علامه و چند تن از اساتید دیگر هم بودند، یکی از دوستان وارد شد و با ناراحتی گفت کار تمام است. گفتند یعنی چه؟ گفت: ساواک دستور داده درِ مدرسه علوی را ببندند. مرحوم روزبه لبخندی زدند و فرمودند آقایان دیر به فکر افتادند، ما کار خودمان را کرده‌ایم.
با چنین رویکردی مدرسه توانست سرپا بماند و به‌دور از جنجال‌های سیاسی و اجتماعی به هدف خود یعنی پرورش نسلی که بتواند به جامعه خود خدمت کنند، همت گمارد.

### انقلاب ۱۳۵۷
دهه سوم فعالیت مدرسه علوی، در فاصله سال‌های ۱۳۵۵ تا ۱۳۶۵ با اوج‌گیری اعتراض‌های مردمی علیه نظام شاهنشاهی و پیروزی انقلاب اسلامی و فراز و نشیب‌های سال‌های آغازین شکل‌گیری نظام جمهوری اسلامی همراه بود. با گسترش و شتاب انقلاب، در اواسط دهه ۱۳۵۰ مدرسه علوی و مسئولان آن نیز با موج انقلاب همراه شدند و در پی تأسیس نظام جمهوری اسلامی، شماری از فارغ‌التحصیلان مدرسه علوی همچون کمال خرازی، محمد جواد ظریف، غلامعلی حداد عادل، سید علی‌اکبر محتشمی‌پور و محمد نهاوندیان به سرعت در سمت‌های خالی‌شده و بلامنصب مسئولان حکومتِ پهلوی، صاحب منصب شدند.